# Lomnice nad Lužnicí (stacja kolejowa)
Lomnice nad Lužnicí – stacja kolejowa w miejscowości Lomnice nad Lužnicí, w kraju południowoczeskim, w Czechach. Znajduje się na linii 226 Veselí nad Lužnicí – Gmünd, na wysokości 425 m n.p.m..  

## Linie kolejowe
- 226: Veselí nad Lužnicí – Gmünd